# Trimerotropis santabarbara
Trimerotropis santabarbara es una especie de saltamontes perteneciente a la familia Acrididae. Se encuentra en Norteamérica.